# Borogonalia crinata
Borogonalia crinata är en insektsart som beskrevs av Young 1977. Borogonalia crinata ingår i släktet Borogonalia och familjen dvärgstritar. Inga underarter finns listade i Catalogue of Life.